# ماکسیس
ای‌اِی ماکسیس (به انگلیسی: Maxis) شرکت تابعهٔ الکترونیک آرتس می‌باشد. این شرکت در سال ۱۹۸۷ به‌عنوان "Maxis Software"، یک شرکت توسعهٔ مستقل بازی‌های ویدئویی آمریکایی تأسیس شد و بعدها بیشتر با عنوان "ماکسیس" شناخته شد.